# 道拉吉里专区
道拉吉里專區（IAST：Dhavlāgiri añcal）是尼泊爾十四個專區之一，屬西部發展區。面積8,148平方公里，2001年人口556,191人。首府巴格隆。
下分4縣。道拉吉里峰—世界第七高山峰—位於本區。
28°42′N 83°37′E / 28.7°N 83.62°E